# Guerra de la Convención
La Guerra de la Convención o de los Pirineos, también conocida como Guerra del Rosellón o, en Cataluña, como Guerra Gran ('Guerra Grande'), fue el frente pirenaico de la guerra de la Primera Coalición contra la Primera República Francesa. Enfrentó a la Francia revolucionaria contra los reinos de España y Portugal desde marzo de 1793 hasta julio de 1795 durante las guerras revolucionarias francesas. En el mundo angloparlante es conocida como Guerra de los Pirineos.
La guerra se libró en los Pirineos orientales, los Pirineos occidentales, en el puerto francés de Tolón y en el mar. A pesar de que fue Francia quien declaró la guerra en 1793, fue el Ejército español quién invadió el Rosellón en los Pirineos orientales y se mantuvo en suelo francés hasta abril de 1794. El Ejército francés hizo retroceder al español a Cataluña y le infligió una seria derrota en noviembre de 1794. Después de febrero de 1795, la guerra en el este de los Pirineos se estancó. En los Pirineos occidentales los franceses comenzaron a ganar en 1794 y llegaron a controlar gran parte del País Vasco Español.
En 1795 el Ejército francés controlaba una parte importante del noreste de España cuando se firmó la Paz de Basilea.
Según el historiador Pedro Rújula, la guerra de la Convención inicia en España un ciclo de guerras, que abarca de 1793 a 1840, año del final de primera guerra carlista, que estaría «caracterizado por el choque entre revolución y contrarrevolución».

## Antecedentes
El estallido de la Revolución francesa en mayo de 1789 provocó conmoción en España. El gobierno español estaba entonces dirigido por José Moñino, conde de Floridablanca, que adoptó una política abiertamente hostil al nuevo régimen francés. Aprobó, además, una serie de decretos dirigidos a evitar el contagio revolucionario en todos los territorios españoles, militarizando las fronteras, aumentando la censura y restableciendo parte del poder de la alicaída Inquisición. Carlos IV consideraba el proceso revolucionario francés una amenaza no solo para los Borbones, sino también para España. Su objetivo fue siempre salvar a su primo Luis XVI y a la Monarquía francesa.
Desde la fuga de Varennes en junio de 1791, Luis XVI permanecía recluido en el Palacio de las Tullerías, siendo obligado en septiembre de ese año a jurar la Constitución. La hostilidad española fue recibida por los revolucionarios como una amenaza constante, lo que contribuyó a su radicalización. Ante lo ineficaz de su política, Carlos IV destituyó a Floridablanca en febrero de 1792 y nombró en su lugar al máximo rival de este, Pedro Pablo Abarca de Bolea, conde de Aranda, que adoptó una política más pragmática. Sin embargo, el 20 de junio de 1792, la muchedumbre asaltó las Tullerías y la tarde del 13 de agosto, el rey de los franceses fue oficialmente detenido y hecho prisionero en la cárcel del Temple para ser procesado. La monarquía francesa fue abolida y proclamada la República el 21 de septiembre. La política apaciguadora de Aranda tampoco funcionó y Carlos IV lo destituyó el 15 de noviembre.
Carlos IV dio un giro radical prescindiendo de los viejos políticos de la época de su padre y nombrando al joven de 25 años Manuel Godoy. España había evitado hasta ese momento entrar en guerra con la Francia revolucionaria. Después de casi un siglo de alianza pacífica franco-española bajo los Pactos de Familia borbónicos, una guerra con Francia era un escenario desconocido. Ante ello, España se vio en la necesidad de aliarse con su gran rival, Gran Bretaña, con la que recientemente había estado en guerra y con la que aún tenía numerosos contenciosos (Gibraltar, Nutca, etc).

## Preparativos
Desde finales de 1792, España y Francia vivieron una escalada de tensiones que provocaron el rearme y movilización de unidades militares regulares y voluntarias que fueron enviadas a la frontera. Ambos bandos reforzaron sus fuertes fronterizos, instalando artillería, levantando reductos y trincheras y estableciendo bagajes. Después de tanto tiempo de paz entre ambos países, las relaciones entre los territorios limítrofes eran afines. A pesar de ello, la población civil fue movilizada a ambos lados, aunque fuera escasa su formación de combate.
En España, el conde de Aranda, desde el Consejo de Estado, había preparado la ofensiva española en los tres frentes pirenaicos, siendo mayor el catalán, con 32 000 hombres al mando del general Antonio Ricardos. Ventura Caro dispondría de 18 000 en Navarra y Guipúzcoa, en tanto que a Pablo de Sangro, príncipe de Castelfranco, se le asignaron 5000 en la zona central aragonesa. Estos dos últimos ejércitos se limitarían a defender la frontera y a apoyar con maniobras de distracción la campaña principal del frente oriental.
Además de las fuerzas españolas, la Corona portuguesa se unió a la ofensiva contra los franceses con el envío de un cuerpo auxiliar (Exército Auxiliar à Coroa de Espanha) de 5000 hombres al mando del teniente general John Forbes, escocés de nacimiento que por su apoyo al pretendiente jacobita se exilió de su patria sirviendo como soldado de fortuna en Francia y Portugal.
Si bien España había hecho un gran esfuerzo durante el siglo XVIII para tener en buen estado la Armada, el Ejército de tierra se encontraba en muy mala situación, ya que una guerra con Francia no se contemplaba por los Pactos de Familia. El Gobierno tenía dificultades para la movilización y difícilmente podía completar las unidades mediante el reclutamiento forzoso, unidades voluntarias y milicias locales. El aprovisionamiento era difícil y fue habitual que los soldados no tuvieran comida, uniformes y a veces ni siquiera armas, dependiendo habitualmente de los británicos. Además, el mando español estaba formado mayormente por aristócratas de escasa profesionalidad y enfrentados al primer ministro, Manuel Godoy, quien tampoco tenía experiencia de combate.
En el caso de Francia la situación no era mucho mejor. El 1 de octubre de 1792 el Ejército del Midi había sido dividido en dos, uno en los Alpes y otro en los Pirineos, quedando este último al mando de Joseph Servan con cuartel general en Toulouse. Representantes en misión fueron enviados a reforzar las fronteras, reorganizar las unidades y movilizar a los voluntarios. Los fuertes fronterizos franceses se encontraban en estado ruinoso y tuvieron que ser dotados igualmente de soldados y artillería.

## Estallido

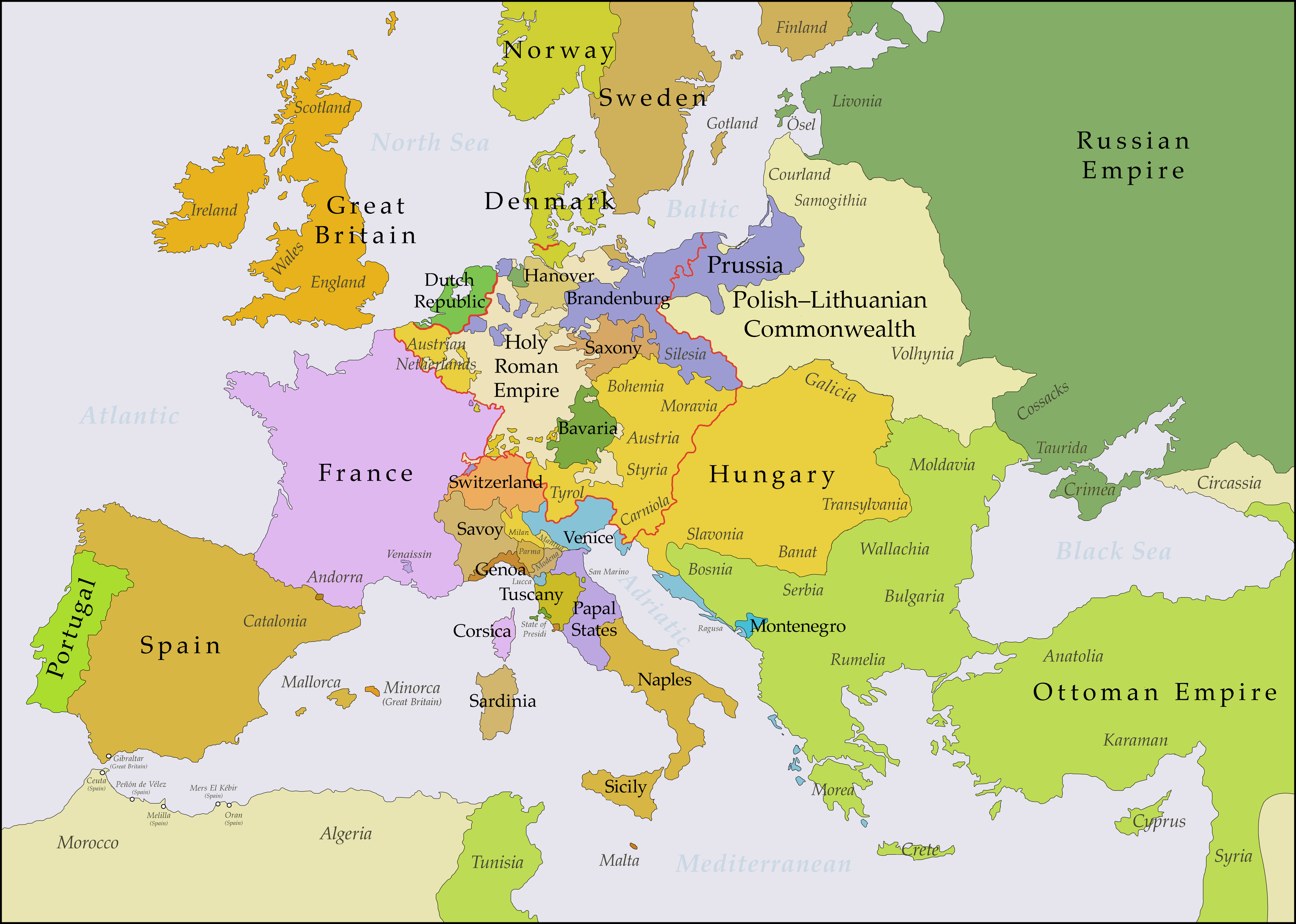
Europa entre 1783 y 1792.

Francia ya estaba en guerra con la Monarquía de los Habsburgo, el Reino de Prusia y el Reino de Cerdeña-Piamonte. Después de ganar la batalla de Jemappes, el ejército francés ocupó los Países Bajos austríacos. Envalentonado, el gobierno francés decretó la anexión de ese territorio, la actual Bélgica, provocando una ruptura diplomática con Gran Bretaña. Tras la ejecución de Luis XVI de Francia el 21 de enero de 1793, Francia declaró el 1 de febrero la guerra a Gran Bretaña y a la República holandesa. El 7 de marzo hizo lo mismo con su antiguo aliado, el Reino de España. El 23 de marzo se hacía pública la declaración de guerra de la monarquía de Carlos IV a la República francesa. La noticia, según el cronista aragonés Faustino Casamayor, fue recibida con entusiasmo por la población «al ver a nuestro católico monarca tan interesado en castigar la perfidia y maldad de unos vasallos tan rebeldes». Poco después Manuel Godoy, secretario de Estado de Carlos IV, firmó con el Reino de Gran Bretaña su adhesión a la Primera Coalición contra Francia en el Tratado de Aranjuez.
La ejecución del rey de Francia Luis XVI fue el detonante para que todas las potencias europeas se unieran para acabar con la República Francesa. Así lo consignó el embajador español ante la Santa Sede José Nicolás de Azara: «La tragedia con que ha acabado sus días Luis XVI es la más horrenda y abominable que hayan cometido los hombres, y producirá una guerra universal de todas las naciones para vengarla. Aquí [Roma] ha producido tal sensación que el pueblo se ha alborotado con más furor que el mes pasado contra los franceses, intentando matarlos a todos». Y así se constató en la declaración de guerra española que incidía en «el cruel e inaudito asesinato de su Soberano» por parte de la Convención, a lo que se añadía el riesgo que suponía el triunfo en Francia de los «principios de desorden, de impiedad y anarquía». También lo recogió el clérigo Andrés Muriel en su Historia de Carlos IV: «El objeto de la guerra por parte del rey de España era tan solamente vengar la muerte de Luis XVI y detener, si era posible, el torrente de delirios que desde Francia amenazaban a la monarquía española».
En el interior de Francia, el día 23 del mismo mes de marzo, la Convención nacional aprobó la movilización de 300 000 soldados para defender la República. Sin embargo, el 11 de marzo había estallado la sublevación de la Vendée entre la población campesina contraria a la Revolución y, por tanto, a enrolarse en el ejército republicano. El 14 de marzo Jacques Cathelineau se puso al frente del Ejército Católico y Real con el fin de restaurar la monarquía, comenzando así la Guerra de la Vendée. El 6 de abril se creó el Comité de Salvación Pública como órgano ejecutivo de la mayoría jacobina en la Convención nacional, comité dominado por Georges Danton, Jean-Paul Marat y Maximilien Robespierre. A ello hay que sumar la sublevación de la facción girondina que había sido expulsada de la Convención.
La alianza anglo-española actuaba contra los intereses franceses, ya que bloqueaba su expansión hacia el Atlántico. El comercio de los puertos del norte de España con Inglaterra le perjudicaba, sobre todo los productos textiles y el hierro que partían de Castilla, País Vasco y Cataluña. Además, para los revolucionarios, derrocar a los Borbones españoles significaba evitar un peligro para la Revolución. En palabras de Bertrand Barère: «Llevemos la libertad y la igualdad a España con nuestras victorias y diremos entonces con toda razón: ya no hay Pirineos». Los franceses también solían ver a España como un país dominado por el integrismo católico y el atraso económico e intelectual, por ello pensaban que serían recibidos en España como libertadores. La vieja aspiración francesa de anexionarse algunos territorios españoles, crear estados satélites en el País Vasco, Navarra y Cataluña o cambiar el régimen político en España a uno afrancesado, volvía a manifestarse ahora y se manifestaría de nuevo después con Napoleón Bonaparte. Joseph Pérez recoge las palabras de Georges Couthon:

Nos parece más acorde con nuestros intereses y nuestros principios intentar convertir Cataluña en una pequeña república independiente que, bajo la protección de Francia, servirá de barrera allí donde terminan los Pirineos. Este sistema halagará sin duda a los catalanes que lo adoptarán más gustosos aún que su unión a Francia. En las montañas se deben llevar nuestros límites hasta los extremos y, como consecuencia, establecerse de manera estable en toda la Cerdaña, tomar el Valle de Arán, en una palabra, todo lo que está al otro lado de los montes... Pero Cataluña, convertida en departamento francés, sería tan difícil de conservar como lo es hoy el antiguo Rosellón.

Según el historiador Pedro Rújula, la decisión de la monarquía de Carlos IV de entrar en guerra con la República francesa «estuvo movida tanto por la oportunidad como por un sincero impulso contrarrevolucionario. Es cierto que la multitud de frentes interiores y exteriores que tenía abiertos la Convención hacían de aquel momento el más oportuno para hostigar con éxito a la República francesa, ponerse de parte de Inglaterra que amenazaba las colonias americanas, e incluso obtener algunas ventajeas territoriales al otro lado de los Piririneos. [...] En España la Revolución había despertado desconfianza desde el principio entre las instituciones, estamentos y cuerpos españoles... El temor no solo era a las ideas, sino a la voluntad expresada de los revolucionarios a desbordar las fronteras y trasladar sus principios a los países del entorno. Parecía que había llegado el momento de acabar definitivamente con la amenaza revolucionaria».

### La campaña patriótica reaccionaria española para apoyar la guerra
Para que la guerra contara con el apoyo popular, Manuel Godoy inició una campaña «patriótica» sin precedentes en la que los miembros del clero, en su inmensa mayoría contrarios a las ideas y los valores de la Ilustración, participaron de forma entusiasta convirtiendo la contienda en una «cruzada» en defensa de la religión y de la monarquía y en contra del «impío francés» y de la «perversa Francia», encarnación del Mal Absoluto, e identificando la Ilustración con la Revolución. En el manifiesto hecho público por el duque de Alburquerque en Zaragoza el 16 de agosto de 1794 se decía: «Todo lo que hay de más amado entre los hombres es lo que peligra: su Religión, su Rey, su Patria, sus Familias, y sus bienes». También circularon coplas populares como las que decía (en catalán): «Valerosos catalans / anem tots à la Campanya, / a defensar nostre Deu, / Ley, Patria, y Rey de España»; «A la guerra Catalans / a defender lo Rey de España / que amb la voluntat de Deu, / ne guanyarem la batalla» ('Valeroso catalanes / vayamos todos a la Campaña, / a defender a nuestro Dios, / Ley, Patria, y Rey de España'; 'A la guerra Catalanes / a defender al rey de España / que con la voluntad de Dios / ganaremos la batalla').  Otro ejemplo de la publicística contrarrevolucionaria difundida durante la guerra es el siguiente texto:

El pueblo convencido de la verdad de su religión la amará y obedecerá sus preceptos, y ellos le enseñarán que, aunque sea a costa de su vida, no debe tolerar que se altere su pureza, que se corrompa la integridad y candor de su madre la Iglesia; de esta Santa Madre que lo recibió en su seno, a quien juró fidelidad y obediencia, y que con su fe y esperanza lo conduce a las dichas de la eternidad. También aprenderá a defender a su rey, imagen de Dios sobre la tierra, y a quien ha jurado también fidelidad; y perderá mil veces su fortuna y su vida antes de consentir en la menor desobediencia.

Los que lanzaron la campaña se basaron en el «mito reaccionario» que explicaría la Revolución como el resultado de una «conspiración universal» de «tres sectas» atentatorias contra «la pureza del catolicismo y el buen gobierno» (la filosófica, la jansenista y la masónica). Una teoría conspirativa elaborada por el abate francés Augustin Barruel y que en España difundirán fray Diego José de Cádiz, autor de El soldado católico en la guerra de religión, y otros. Fray Fernando de Ceballos advertía a Godoy en 1794 del peligro de la extensión de la revolución en España: «los franceses, con doscientos mil sans-culottes podrán hacer una devastación horrible, ¿pero cuánto mejor será la que harán cuatro o cinco millones de sansculottes, que están para nacer en España de labradores, artesanos, mendigos, vagos y canallas, si toman el gusto a los principios seductores de los Filósofos?». Por su parte fray Diego José de Cádiz había escrito en su famoso opúsculo El soldado católico en la guerra de religión:

Dios, su Iglesia, su Fe, su Religión, sus leyes, sus Ministros, sus Templos, y todo lo más sagrado, el derecho de gentes, el respeto debido a los Soberanos, y aún el fuero siempre inviolable de la humanidad se hallan injustamente violados, impíamente desatendidos, y sacrílegamente atropellados. [...] [Una situación que obligaba] a todo católico, a todo buen vasallo, y aun a todo racional a que en el modo que pueda y le fuera respectivamente permitido, trabaje por exterminar esas gentes, y hacer que su nombre no vuelva a resonar sobre la tierra.

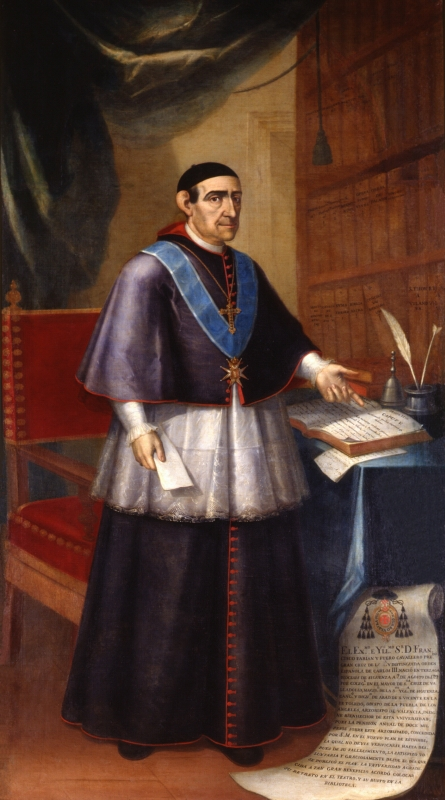
Obispo Francisco Fabián y Fuero.

Hubo algún miembro de la jerarquía eclesiástica que no secundó la campaña «patriótica», como el arzobispo de Valencia Francisco Fabián y Fuero que se opuso a considerar el conflicto con Francia una «guerra de religión» lo que le enfrentó al capitán general duque de la Roca, quien ordenó su detención el 23 de enero de 1794 con el pretexto de garantizar su seguridad, pero el arzobispo logró escapar de la ciudad y se refugió en Olba (Teruel). La intervención del Consejo de Castilla fue la que puso fin al conflicto. Reconoció que el capitán general se había excedido «notoriamente de sus facultades» y a cambio Fabián y Fuero aceptó renunciar al arzobispado el 23 de noviembre de 1794, siendo designado en su lugar un ferviente partidario de la «cruzada».
La Convención por su parte intentó contrarrestar la campaña antifrancesa y contrarrevolucionaria con varios manifiestos como el Aviso al pueblo español o como el llamado Als catalans en los que se destacaba que se había formado una «coalición monstruosa» con todos los tiranos de Europa, pero no tuvo ningún efecto frente a los relatos difundidos por los periódicos sobre la forma de actuar de los franceses —de la toma de Besalú informaron de que «en los templos derribaron las imágenes, las arcabucearon y después se ensuciaron con todo; en algunos pueblos han forzado a las mujeres y muerto a otras»— y sobre las ideas que propagaban, como la «destructora y absurda» idea de la igualdad que «borraba la natural distinción entre dueños y esclavos, próceres e ínfima plebe».
La respuesta a la campaña de movilización «patriótica» fue muy amplia. Se multiplicaron los donativos en dinero, bienes, armas y hombres, especialmente por parte de los cuerpos, entidades y estamentos que más temían la expansión de la revolución en España, como las ciudades, los gremios, el clero y la nobleza. La Gazeta de Madrid publicó a diario esas donaciones durante toda la contienda, «con lo que el apoyo a la guerra adquirió una dimensión propagandística enorme», ha señalado Pedro Rújula. También se hicieron públicas diariamente las listas de voluntarios que se alistaban en el Ejército.
Por otro lado, como consecuencia de la campaña «patriótica» a favor de la guerra contra la Convención, en muchos lugares se produjeron ataques contra residentes franceses que nada tenían que ver con lo que estaba sucediendo en su país, con el «argumento» de que «todos» los franceses eran «infieles, judíos, herejes y protestantes», como afirmó un fabricante de linternas de Requena que propuso exterminarlos utilizando unos polvos elaborados por él para esparcir «peste, malos granos, carbunclos y landres». Especial gravedad revistió el motín antifrancés que estalló en Valencia en marzo de 1793 durante el cual fueron asaltadas e incendiadas muchas casas de comerciantes que vivían en la ciudad y, paradójicamente, también fueron objeto de la violencia popular los sacerdotes refractarios que estaban allí refugiados por haberse negado a hacer el juramento establecido en la Constitución Civil del Clero. A veces los motines estallaban por la difusión de rumores, como el que se expandió en Madrid de que las aguas de la capital habían sido envenenadas por franceses. Y también se producían como resultado de la competencia que le hacían los comerciantes franceses a los comerciantes locales, como en Málaga, donde fueron calificados como «malditos jacobinos capaces de contaminar a los más bien complexionados».
El historiador Pedro Rújula ha destacado que la exitosa campaña para conseguir el apoyo popular a la guerra «activó una forma de patriotismo que, a diferencia de Francia, se vinculaba a la monarquía y no a la república. La guerra cumplió el papel de universalizar esta idea y hacerla arraigar poderosamente en la sociedad mediante una experiencia intensa y, como se demostrará, también duradera. Los años de la guerra fueron un tiempo de amplia politización que tuvo lugar sin que existiera un marco libre de información de modo que la monarquía pudo controlar perfectamente los discursos». En esto contó con un poderoso aliado, la Iglesia, y los sermones fueron uno de los instrumentos más eficaces para denunciar a la Revolución como una amenaza para la religión y para la monarquía y también para la entera comunidad católica. Por ejemplo, el sermón de Fray Agustín García Porrero pronunciado en un convento de Toledo el 27 de octubre de 1793 en el que hacía un llamamiento para formar un ejército de creyentes que luchara contra la revolución «impía»:

Santo, justo y necesario es, Señores, que cuando una Nación perversa, Apóstata de la Religión de sus mayores, adopta las máximas abominables de desorden, de independencia y rebelión contra Dios, y contra todos los Reinos, negando las promesas hechas por Dios a nuestros Padres; calificando los prodigios del Divino redentor de prestigios fabulosos; combatiendo la Santidad de nuestros Misterios; tildando el sacrificio de nuestras potencias de superstición; confundiendo todas las clases y jerarquía de los hombres; destruyendo el Reino de Dios; violando todos los derechos, todas las leyes y los pactos más sagrados; alborotando los Pueblos y Provincias; negando la obediencia al Vicario de Jesucristo y a las Potestades legítimas; usurpando los bienes de las Iglesias, ensangrentando el cuchillo en la vida de los Soberanos y Reyes; demoliendo los Templos; arruinando los Altares; profanando los Sacramentos; rompiendo los vínculos indisolubles del matrimonio; abusando torpemente de las Vírgenes consagradas a Dios; persiguiendo, desterrando, y martirizando los Ministros del Santuario; esparciendo y arrojando por los aires los despojos y reliquias de los santos; rompiendo y quemando las Sagradas imágenes de Cristo, de María Santísima, y de los santos; pisando y conculcando las hostias consagradas, en que real física y verdaderamente existe Jesucristo en cuerpo, alma y divinidad; santo, justo y necesario es que en este caso, se armen los verdaderos creyentes, para rechazar la insolencia de una Nación tan proterva y para vengar las injurias hechas a Dios y a la humanidad.

## Guerra naval

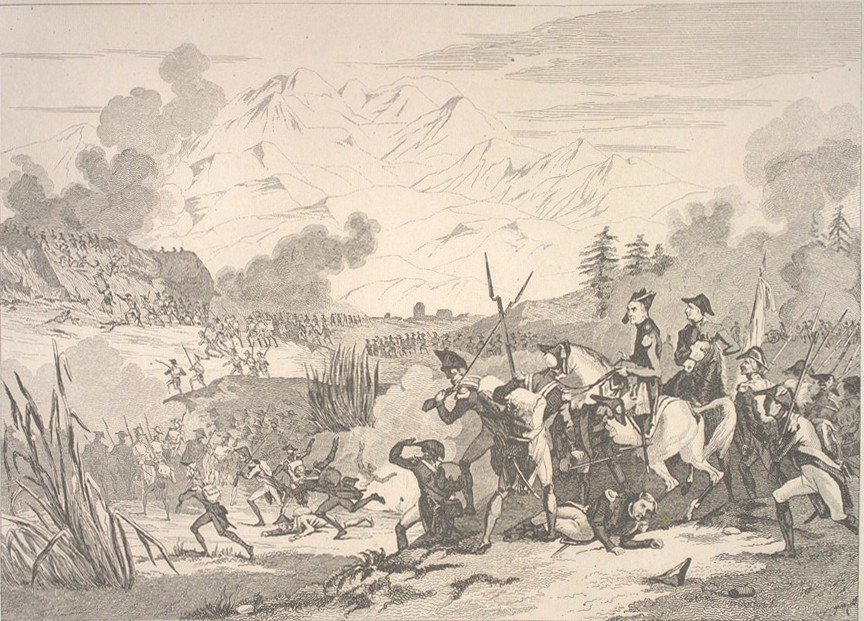
La batalla de Truillas en una estampa contemporánea.

En enero de 1793, el contralmirante Laurent Truguet, bajo instrucciones de la Convención nacional, lideró una expedición para conquistar Cerdeña. Estratégicamente importante en el Mediterráneo, creían que sería una victoria fácil. Los retrasos en el montaje de la fuerza de invasión dieron a los sardos el tiempo suficiente para formar un ejército, y cuando la flota francesa llegó a la capital, Cagliari, los sardos estaban preparados. El primer ataque fue dispersado por un temporal, pero el segundo partió el 22 de enero de 1793. Las tropas francesas desembarcaron el 11 de febrero, pero fueron rechazadas en Quartu Sant'Elena. Un ataque posterior a la isla de La Maddalena frente a la costa norte de Cerdeña también fracasó, en parte debido al sabotaje deliberado de las tropas corsas. El 25 de mayo, una flota española de 23 barcos al mando del almirante Juan de Lángara zarpó de Cartagena y recuperó las pequeñas islas de San Pietro y Sant'Antioco, expulsando a los franceses de Cerdeña.
Las fuerzas españolas participaron en el asedio de Tolón, que duró del 18 de septiembre al 18 de diciembre de 1793. Los franceses fueron dirigidos por Dugommier y los defensores anglo-españoles estuvieron al mando de los almirantes Juan de Lángara, Federico Gravina, Samuel Hood y el general Charles O'Hara. Los aliados abandonaron el puerto después de que un joven oficial de artillería, Napoleón Bonaparte, tomara el fondeadero de la flota bajo fuego de cañón. La armada francesa perdió 14 barcos de línea quemados y 15 más capturados. Las bajas francesas ascendieron a 2000 y las pérdidas aliadas fueron el doble. Posteriormente, los vencedores masacraron hasta 2 000 monárquicos franceses, que habían sido hechos prisioneros. En general, los españoles evitaron enfrentarse a los franceses en el mar en solitario, ya que Antonio Valdés, secretario del Despacho de Marina, sospechaba que los británicos buscaban que la Armada francesa y la española se destruyeran mutuamente.

## Pirineos centrales
Las campañas del frente central tuvieron lugar sobre todo al inicio de la guerra cuando los franceses intentaron penetrar en el Alto Aragón, sobre todo desde los valles de Aspe y Ossau hasta el de Arán incluido. Los principales enfrentamientos se vivieron en Urdos y en los valles de Canfranc, Bielsa, Gistau, Benasque, Hecho y Aragüés.

## Pirineos orientales

### Invasión española del Rosellón (marzo de 1793-marzo de 1794)
La República Francesa declaró la guerra a España el 7 de marzo y el último día de dicho mes, en menos de doce horas, una brigada se apoderó del valle de Arán. Al estallar la guerra, el rey Carlos IV de España nombró capitán general de Cataluña a Antonio Ricardos para mandar el ejército de Cataluña en los Pirineos orientales e invadir los territorios catalanes perdidos por la Monarquía Hispánica más de un siglo antes, el Rosellón. Invadió la Cerdaña francesa y capturó Saint-Laurent-de-Cerdans el 17 de abril de 1793. Tres días después derrotó a una fuerza francesa en la batalla de Céret en el río Tec. Desesperado, el anciano comandante francés a cargo del Rosellón, Mathieu Marchant de La Houlière, se suicidó. El 30 de abril el Gobierno francés dividió el Ejército de los Pirineos en el Ejército de los Pirineos Orientales y el Ejército de los Pirineos Occidentales.
Tras ocupar diversas localidades de la frontera, en la batalla de Mas Deu el 19 de mayo de 1793, Ricardos derrotó a Louis-Charles de Flers, lo que permitió a los españoles tomar  hasta septiembre todas las fortificaciones de la frontera, Baños y el Fuerte de Bellegarde el 23 de mayo. El asedio de Bellegarde terminó con la rendición de la guarnición francesa el 24 de junio. Durante la batalla de Perpiñán el 17 de julio, de Flers hizo retroceder a los españoles, aunque las pérdidas francesas fueron mayores. El 28 de agosto, Luc Dagobert derrotó a una fuerza española al mando de Manuel la Peña en Puigcerdà en la Cerdaña española.

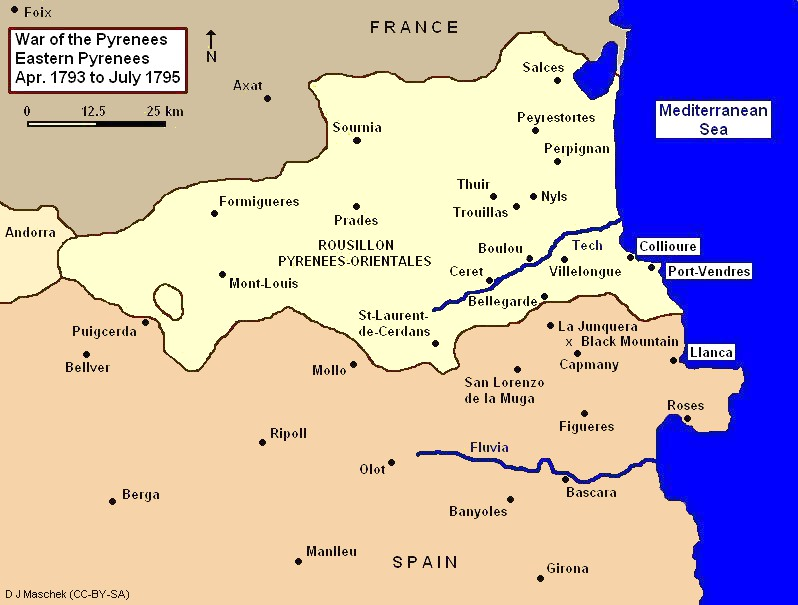
Frente oriental.

En septiembre Ricardos envió dos divisiones al mando de Jerónimo Girón, marqués de las Amarillas, y Juan de Courten para aislar la fortaleza de Perpiñán. Sin embargo, Eustache Charles d'Aoust reunió a los franceses para ganar la batalla de Peyrestortes el 17 de septiembre. Eso representó el avance español más lejano en el Rosellón. Cinco días después, Ricardos derrotó a Dagobert en la batalla de Truillas antes de volver al valle del Tec. En esta batalla contó con la ayuda de refuerzos al mando del duque de Osuna y del conde de la Unión, de tropas portuguesas y de la escuadra anglo-española que operaba en las costas mediterráneas. Las bajas infligidas al ejército dirigido por el general Dagobert fueron de unos 6000 muertos, heridos y capturados. Sin embargo, el general Ricardos, falto de suministros, tuvo que retirarse, con cerca de 20 000 hombres y 106 piezas de artillería. Aun así, Ricardos rechazó a d'Aoust en Le Boulou el 3 de octubre. La batalla del Tec del 13 al 15 de octubre vio a los españoles rechazar los asaltos de Louis Marie Turreau. Una división portuguesa de 5000 hombres dirigida por John Forbes se unió a Ricardos a tiempo para derrotar a d'Aoust en la batalla de Villelongue-dels-Monts el 7 de diciembre. En la batalla de Collioure, Gregorio García de la Cuesta capturó los puertos de Collioure y Port-Vendres a los franceses el 20 de diciembre, dominando así toda la costa rosellonesa.

### Ofensiva francesa (abril de 1794 - febrero de 1795)
La falta de medios y una leva masiva en Francia cambió el curso de la guerra. El general Ricardos, de regreso en Madrid para conseguir más apoyo, murió el 13 de marzo de 1794 víctima de una pulmonía y el éxito español murió con él. El capitán general Alejandro O'Reilly murió igualmente diez días después que el hombre al que iba a suceder y Luis Fermín de Carvajal, conde de la Unión, fue designado para comandar el Ejército de Cataluña en su lugar. El Ejército de los Pirineos Orientales también tenía un nuevo comandante, Jacques Dugommier. En la segunda batalla de Boulou, del 29 de abril al 1 de mayo, Dugommier empujó al ejército de la Unión al sur de la frontera y obligó a los españoles a abandonar toda su artillería y convoyes. Collioure cayó ante los franceses a finales de mayo y la guarnición española de 7 000 hombres de Eugenio Navarro se convirtió en prisionera. Los defensores realistas franceses huyeron en barcos de pesca antes de la rendición para evitar la ejecución. Dugommier impuso un bloqueo a Bellegarde a partir del 5 de mayo. La inconclusa batalla de La Junquera se libró el 7 de junio. En la batalla de San Lorenzo de la Muga el 13 de agosto, Pierre Augereau rechazó un intento español de contrataque en Bellegarde. La fortaleza cayó el 17 de septiembre después de que la guarnición española hubiera muerto de hambre. Del 17 al 20 de noviembre la decisiva batalla de la Montaña Negra vio a Dugommier y a de la Union morir en acción. Catherine-Dominique de Pérignon tomó el mando de los franceses y los llevó a la victoria. Figueras y la Fortaleza de Sant Ferran cayeron rápidamente ante los franceses con 9 000 prisioneros.

### La «Junta de la Provincia» (diciembre de 1794 – enero de 1795)
La toma del castillo de Figueras por las tropas francesas, que el barón de Maldá atribuyó en su diario a «la depravada conducta de la tropa castellana y de sus oficiales», causó una honda conmoción en Cataluña y desencadenó un clima de derrota. Entonces el ayuntamiento de Manresa tomó la iniciativa y planteó al de Barcelona la necesidad de reunir una «Junta de la Provincia» del Principado de Cataluña para unificar las iniciativas que estaban tomando las juntas locales con el fin de conseguir hombres y recursos, como ya había sucedido durante el motín de quintas de 1773. El objetivo era «la formación de un fondo de moneda de todos los que tienen bienes para la manutención de los paisanos».
La primera reunión de la Junta se celebró el 24 de diciembre de 1794 y en ella se establecieron las bases para la obtención de recursos extraordinarios y de soldados. También se propuso la creación de una especie de delegación de la Junta, pero ni el capitán general Urrutia y ni el gobierno de Madrid accedieron, y finalmente a los delegados se les ordenó regresar a sus localidades, limitando su papel al de meros auxiliares de los corregidores y de los alcaldes mayores. Como ha destacado el historiador Josep Fontana, las autoridades borbónicas «no estaban dispuestas a permitir que se consolidara una organización representativa [del Principado], a pesar de que necesitaban los recursos que les pudieran proporcionar».

### Resistencia española (febrero de 1795 - julio de 1795)
El 4 de febrero de 1795 Pierre Sauret concluyó con éxito el asedio de Rosas el 4 de febrero de 1795. Sin embargo, Pérignon fue reemplazado en el mando del ejército por Barthélemy Schérer. El 14 de junio de 1795 Schérer fue derrotado por el nuevo capitán general de Cataluña, José de Urrutia, cerca del río Fluvià, en el castillo de Pontós y en la batalla de Báscara. Urrutia reorganizó al ejército, pagó los atrasos a los soldados y movilizó a los migueletes y al somatén, milicias catalanas que tenían un fuerte sentimiento patriótico y religioso. Después de que se firmara la paz pero antes de que llegara la noticia al frente de combate, García de la Cuesta recuperó Puigcerdà y Bellver de los franceses los días 26 y 27 de julio. La acción naval española del 14 de febrero de 1795 en el Golfo de Rosas fue una derrota para la Armada francesa.

## Pirineos occidentales

### Dominio español (marzo de 1793-julio de 1794)
En 1793 el capitán general de Guipúzcoa, Ventura Caro, estableció su cuartel general en Irún. A pesar de que Madrid le había dado orden de permanecer a la defensiva, no dudó en desobedecer y trazar un plan de ataque aprovechando la debilidad francesa. El 23 de abril atacó desde Fuenterrabía el fuerte y  la ciudad de Hendaya. Continuó atacando las posiciones francesas en Sara, Ciboure y Bidart, destruyendo el fuerte de Hendaya en mayo. Caro decidió atacar con éxito las posiciones francesas de Bon Adrien Moncey en Chateau-Pignon el 6 de junio, en el camino a San Juan de Pie de Puerto. Los franceses reaccionaron dividiendo su Ejército de los Pirineos, quedando el de los Pirineos occidentales bajo el mando de Joseph Servan. Caro se quedó a las puertas de Bayona, pero Madrid le insistió en que se mantuviera a la defensiva en la frontera. Servan aprovechó la situación y lanzó un ataque general sobre el Bidasoa, derrotando a los españoles en Tellueta el 22 de junio. Caro se reorganizó y continuó con las escaramuzas, amenazando Urruña y San Juan de Luz. Servan es destituido y nombrado el general D'Elhbecq, que derrotó a Caro en Urruña y San Juan de Luz el 23 de julio, desquitándose este el 29 de agosto en Biriatou. D'Elhbecq tuvo que retirarse por enfermedad y fue sustituido provisionalmente por el general Déprez-Crassier. Después, Jacques Muller es nombrado al mando francés. Muller reorganizó y refurzó las tropas francesas e impuso la disciplina que les había faltado. A Ventura Caro, sin embargo, le son retiradas tropas para ser enviadas al Rosellón, lo que debilitó su posición. Comenzaron entonces los enfrentamientos entre Caro y las autoridades civiles por el descenso de unidades ante el aumento francés. Se sucedieron las escaramuzas y ataques franceses para recuperar sus posiciones, pero el año 1793 terminó con el dominio español sobre la frontera.
El 5 de febrero de 1794, en la batalla del Campo Sans Culottes, los franceses defendieron con éxito una posición fortificada en la cima de una colina cerca de Hendaya contra 13 000 infantes españoles, 700 jinetes y artillería dirigidos por José de Urrutia. Las bajas españolas ascendieron a 335 y las francesas a 235. El 3 de junio, una brigada francesa de 2300 hombres comandada por Joseph Matenot irrumpió en la posición española en el paso de Izpegi a 13,5 km al oeste de San Juan de Pie de Puerto. Los 1 000 defensores, incluido un batallón del Regimiento de Infantería de Zamora, tres compañías de los Rifles Aldudes y el emigrado francés Batallón de la Legión Real, tuvieron 94 muertos y heridos y 307 fueron capturados. Las bajas de la brigada francesa fueron calificadas de "leves". El mismo día, los 2 000 soldados republicanos franceses de Jacques Lefranc tomaron la cresta de Izpegi.
En el País Vasco francés, cuyas instituciones tradicionales habían sido suprimidas, el 3 de marzo de 1794, los pueblos fronterizos de Sara, Itxassou, Ascain y otros nueve pueblos vascos fueron declarados innobles por las autoridades republicanas después de que 47 jóvenes chasseurs basques, en lugar de vigilar la frontera en nombre del Ejército francés, huyeran al sur al lado español. Todos los habitantes de las aldeas fueron responsabilizados por la huida y se les impusieron medidas draconianas. Todos los habitantes de los pueblos de 3 a 88 años fueron hacinados en carros como criminales y desplazados forzosamente a Las Landas. Se segregaba a hombres y mujeres y se incautaban o quemaban sus valiosas posesiones. Las víctimas de la deportación masiva pueden ascender a varios miles, y en cinco meses habían muerto unas 1 600, 600 solo de Sara. En unos pocos años, muchos sobrevivientes se las arreglarían para regresar a casa. En París veían a los vascos franceses como contrarrevolucionarios, fanáticos religiosos y espías españoles. Por su parte, Ventura Caro había tenido problemas con la diputación guipuzcoana, dirigida por Joaquín Eguía de Aguirre, marqués de Narros, dado que por su fuero los tercios guipuzcoanos estaban exentos de luchar fuera de Guipúzcoa.
El 23 de junio, el capitán general Ventura Caro con 8 000 infantes, 500 jinetes y artillería intentó sin éxito expulsar a una fuerza francesa de una posición fortificada en el alto del Mont Calvaire en Urruña. Los españoles sufrieron 500 muertos y heridos, además de 34 capturados. Los franceses admitieron 30 muertos y 200 heridos. El 10 de julio, Antoine Digonet con una brigada de 4000 soldados arrolló a la Infantería de Zamora y la Légion Royal que defendía el monte Argintzu, 10 km al sur de Elizondo. Las pérdidas españolas ascendieron a 314 y el comandante realista francés Claude-Anne de Rouvroy, marqués de Saint-Simon, resultó gravemente herido. Los republicanos franceses ejecutaron a 49 prisioneros realistas franceses. A primeros de julio Ventura Caro volvió a solicitar refuerzos a Madrid, solicitud que le fue denegada. Por ese motivo presentó la dimisión que le fue aceptada el 2 de julio. En este momento el mando del Ejército español lo asumió el virrey de Navarra, Martín Álvarez de Sotomayor, conde de Colomera.

### Anexión francesa de Guipúzcoa (julio de 1794-octubre de 1794)

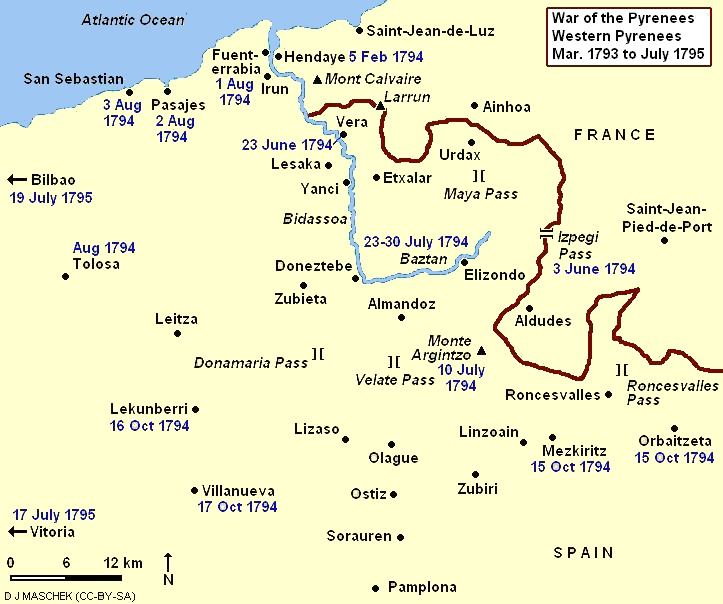
Frente occidental.

El 23 de julio, el Ejército de los Pirineos Occidentales atacó las posiciones fortificadas españolas con las divisiones de Moncey, Henri Delaborde y Jean de Frégeville. Jacques Muller estaba al mando del ejército en ese momento, pero Moncey ejerció el control táctico de las operaciones durante la batalla del Valle de Baztán. En los combates cerca de Elizondo y Santesteban, Moncey invadió las defensas españolas. Luego los franceses siguieron el río Bidasoa hacia el norte a fines de julio para apoderarse del alto de San Marcial y la ciudad de Fuenterrabía, cerca de la costa. En esta última operación, Moncey capturó a 2 000 soldados españoles y 300 cañones el 1 de agosto. Moncey siguió la hazaña capturando San Sebastián sin resistencia el 3 de agosto, con otros 1 700 soldados españoles y 90 cañones cayendo en manos francesas. Poco después, los franceses también capturaron la ciudad de Tolosa y Moncey pronto fue ascendido a comandante del ejército. Pareció evidente que las autoridades de algunas ciudades vascas españolas estaban entregándolas voluntariamente a los franceses.
El maltrato de los revolucionarios a los vascos franceses contrastaba con la imagen que tenían de los vascos españoles, a quienes veían como defensores de un supuesto democratismo frente al absolutismo castellano. En el País Vasco español el distanciamiento con respecto a la España absolutista era cada vez mayor, pues estaba en duda el respeto a los fueros. En las provincias vascas las ideas que traía consigo la Revolución francesa eran vistas con buenos ojos en los entornos burgueses e ilustrados. Las ciudades, sobre todo las costeras, tenían relaciones con Burdeos y Bayona. El 14 de agosto de 1794, las Juntas Generales de Guipúzcoa se reunieron en la ciudad costera de Guetaria incitados por la burguesía de San Sebastián, seguido de tensas negociaciones con funcionarios de alto rango del Ejército francés. Además de abrazar las ideas revolucionarias francesas, las Juntas hicieron una serie de peticiones formales: separación del Reino de España, respeto al fuero e instituciones tradicionales, lealtad de Guipúzcoa a Francia, práctica católica libre y un conjunto de normas para la gestión de circunstancias relacionadas con la guerra y el servicio militar.
Sin embargo, con las negociaciones ya en marcha hacia la Paz de Basilea, los representantes de la Convención nacional, Jacques Pinet y Jean-Baptiste Cavaignac, se negaron a aceptar las demandas y los representantes guipuzcoanos fueron encarcelados o exiliados en Bayona. Guipúzcoa fue declarada territorio de conquista. Dadas las circunstancias, el 13 de septiembre se celebró en Mondragón otra asamblea en la que los representantes de la aristocracia provincial asistentes decidieron apoyar a la Corona española y convocaron una milicia provincial autónoma contra el Ejército francés. En fecha indeterminada poco después, el más diplomático Moncey restableció las instituciones de gobierno de Guipúzcoa. La noticia de la declaración emitida en Guetaria por los representantes guipuzcoanos se extendió como fuego por Madrid y desató la indignación en los círculos gobernantes y en la prensa española, que arremetió contra la provincia vasca y sus habitantes. Asimismo, tras el encarcelamiento en Bayona, los representantes guipuzcoanos fueron perseguidos por las autoridades españolas y juzgados por alta traición y conducta antipatriótica. La adhesión a la Corona, clara entre los catalanes, no encontró el mismo eco entre los guipuzcoanos, a pesar de que ni navarros, ni alaveses, ni vizcaínos dieron pasos similares. El grueso de la población vasca, como del resto de España, guiados por la religión formaron tercios forales para defender sus territorios.

### Ofensiva final francesa (octubre de 1794-julio de 1795)
Del 15 al 17 de octubre, Moncey lanzó una amplia ofensiva desde el valle de Baztán y el puerto de Roncesvalles dirección sur hacia Pamplona. La batalla de Orbaizeta vio enfrentamientos en Mezquiriz, Lecumberri y Villanueva de Aézcoa. El Ejército francés de 46 000 hombres hizo retroceder a 13 000 soldados españoles al mando de Pedro Téllez-Girón, IX duque de Osuna, con 4 000 bajas y la pérdida de 50 cañones. Se desconocen las pérdidas francesas. Las fundiciones de armas de Orbaiceta y Eugui, así como el almacén de mástiles de la Armada española en Irati, recayeron en los franceses. Sin embargo, la llegada del invierno y el brote de la enfermedad provocaron la suspensión de las operaciones durante el año. Un choque final ocurrió en Vergara el 7 de noviembre en el que los franceses causaron pérdidas de 150 muertos y 200 hombres y un cañón capturados en una división de 4000 hombres liderada por Cayetano Pignatelli, III marqués de Rubí. La villa fue saqueada, pero un destacamento de la milicia territorial encabezada por Gabriel de Mendizábal, quien sería ascendido a general durante la Guerra de la Independencia, logró reconquistarla.
Durante el invierno Moncey reorganizó su ejército, que había perdido 3000 hombres por enfermedades. Finalmente consiguió un arma de asedio y en junio de 1795 llegaron 12 000 refuerzos del Ejército de Occidente. La ofensiva de Moncey comenzó el 28 de junio y pronto hizo replegarse a las fuerzas españolas. Vitoria cayó ante los franceses el 17 de julio y Bilbao dos días después. Cuando llegó la noticia de la Paz de Basilea a principios de agosto, Moncey había cruzado el Ebro y se disponía a tomar Pamplona.

## Conclusión

### La «Paz de Basilea»

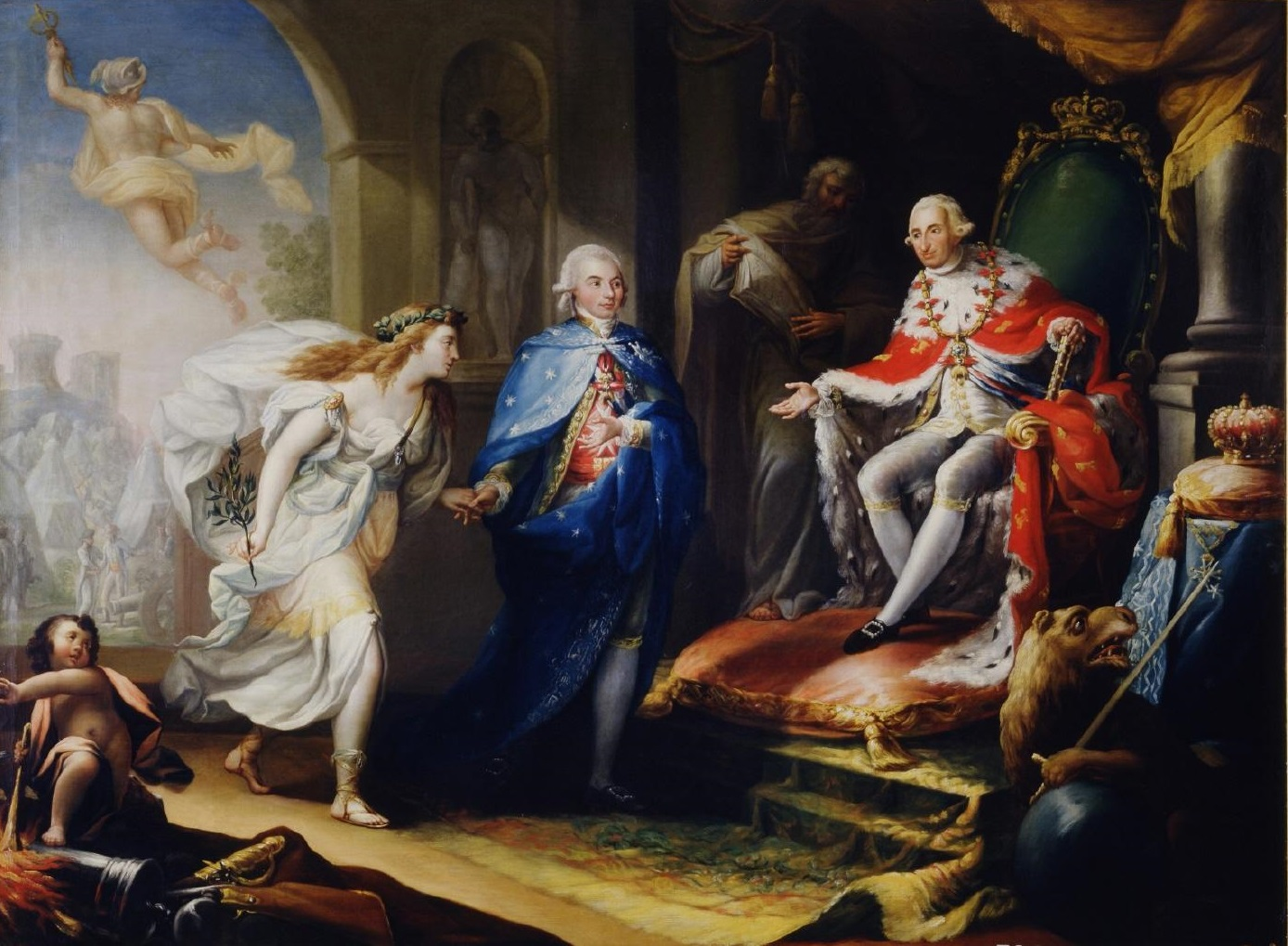
Godoy presentando la paz a Carlos IV por José Aparicio, 1796, Real Academia de Bellas Artes de San Fernando.

Las negociaciones de paz las llevaron a cabo François Barthélemy, embajador francés en Suiza, y Domingo de Iriarte, embajador español en Polonia. La Paz de Basilea puso fin a la guerra de la Convención el 22 de julio de 1795 con el dominio de Moncey hasta Miranda de Ebro, a las puertas de la Meseta castellana. El primer ministro español Manuel Godoy entró en pánico ante la perspectiva de que las todavía autónomas provincias vascas pudieran cambiar su lealtad hacia Francia y separarse de España. Finalmente, España se rindió y cedió los dos tercios orientales de La Española (Capitanía General de Santo Domingo) a cambio de mantener Guipúzcoa, debido a la inestabilidad producida por la Revolución Haitiana, España mantuvo esta colonia hasta enero de 1801. Entre Francia y España se firmó el Segundo Tratado de San Ildefonso el 19 de agosto de 1796, que fue en general una victoria francesa. Sin embargo, no se llegó a la paz con los portugueses, que siguieron luchando contra Francia hasta la firma del Tratado de Badajoz (1801).

### La aparición de sentimientos «catalanistas» y «vasquistas»
Uno de los motivos que indujeron a Godoy a firmar la paz fue la aparición de sentimientos «catalanistas» y «vasquistas» en Cataluña y el País Vasco, respectivamente. En efecto, durante la ocupación de los dos territorios los revolucionarios franceses habían alentado su particularismo. En Cataluña prometieron la liberación del «yugo castellano» mediante la formación de una república catalana independiente con el propósito final de asimilarla a la República Francesa mediante la ruptura de «los lazos comerciales de este país [Cataluña] con el resto de España [y] multiplicarlos con nosotros a través de fáciles caminos» y la introducción de «la lengua francesa». En el otro lado los militares castellanos que mandaban las tropas de Carlos IV intentaron ganarse la confianza de los habitantes del antiguo Principado, que habían mostrado su rechazo a los reclutamientos y había habido conatos de indisciplina y deserciones, redactando en catalán las proclamas y manifiestos, lo que no sucedía desde el Decreto de Nueva Planta de Cataluña de 1716. Asimismo restablecieron el somatén que también había sido abolido por la «Nueva Planta» borbónica, y se permitió la creación de Juntas de Defensa y Armamento que debían culminar con la formación de una «Junta de la Provincia» del Principado de Cataluña que llegó a reunirse entre diciembre de 1794 y enero de 1795 pero que fue disuelta por las autoridades borbónicas. Solo funcionaron las Juntas a nivel de corregimiento con la única finalidad de «contener al enemigo» y bajo el control estricto del Capitán General.
En el País Vasco la iniciativa la tomó la Junta General de Guipúzcoa que tras la reunión celebrada en Guetaria en junio de 1794 planteó a las autoridades francesas la posible independencia de la «provincia», aunque lo que a ésta le ofrecieron fue integrarse en la República francesa, alternativa «imposible, pues los valores y los conceptos revolucionarios eran absolutamente ajenos al mundo tradicional y corporativo de la sociedad vasca», afirma Enrique Giménez —aunque tras la guerra algunos «colaboracionistas» guipuzcoanos que fueron juzgados mostraron su adhesión a los valores republicanos: «miraban hacia Francia y exclamaban: ¡Viva la República!». En el otro lado, al igual que en Cataluña, las autoridades militares españolas estimularon el «foralismo» vasco y navarro para que sus habitantes se comprometieran en la lucha contra el invasor, aunque precisamente los fueros plantearon problemas de reclutamiento de soldados.
Terminada la guerra, a instancias de Moncey y de Jean-Lambert Tallien, se añadió un anexo al Tratado de Basilea por el que se garantizaba a los vascos españoles y en concreto a los guipuzcoanos, que habían mostrado simpatía por los franceses, no recibir represalias por parte de las autoridades españolas, lo que se acordó. Sin perjuicio de esa disposición, al menos el Ayuntamiento de San Sebastián fue detenido y sometido a juicio en un consejo de guerra en Pamplona que comenzó en febrero de 1796. En 1798 se dictó sentencia: el alcalde y los concejales fueron condenados a destierro e inhabilitación, así como  los responsables militares de la plaza de San Sebastián.

## Valoración
Según el historiador Pedro Rújula,

En el terreno militar, si atendemos a los resultados, la guerra se saldó con un fracaso... Los avances franceses por ambos lados de los Pirineos, hacia Pamplona y hacia Barcelona, obligaron a buscar una fórmula aceptable que permitiera llegar a la paz y detener el avance. [...] Sin embargo, en el terreno político, la monarquía había salido reforzada de la guerra en su relación con el pueblo porque se había presentado como la principal defensora de los intereses colectivos. Había sabido hacer de la causa de la monarquía y de los sectores privilegiados del Antiguo Régimen la causa de [la] nación, entendida esta no en términos revolucionarios, sino como la capacidad de la monarquía absoluta para producir una identificación entre la población y la institución que gobernaba sus destinos susceptible de ser movilizada. La contrarrevolución se convirtió así en una causa común que reforzaba el liderazgo de la Corona y actualizaba su hegemonía sobre el país. La guerra sirvió para reforzar la identificación entre población y monarquía.